# Namibia na igrzyskach Wspólnoty Narodów
Namibia zadebiutowała na igrzyskach Wspólnoty Narodów w 1994 roku na igrzyskach w Victorii (Kanada) i od tamtej pory uczestniczyła we wszystkich organizowanych igrzyskach. Najwięcej medali (5) reprezentacja Namibii zdobyła w 2002 roku, podczas igrzysk w Manchesterze (Anglia).

## Klasyfikacja medalowa
| Igrzyska          | Złoto | Srebro | Brąz | Razem |
| ----------------- | ----- | ------ | ---- | ----- |
| 1994 Victoria     | 1     | 0      | 1    | 2     |
| 1998 Kuala Lumpur | 0     | 2      | 1    | 3     |
| 2002 Manchester   | 1     | 0      | 4    | 5     |
| 2006 Melbourne    | 1     | 0      | 1    | 2     |
| 2010 Nowe Delhi   | 0     | 1      | 2    | 3     |
| Razem             | 3     | 3      | 9    | 15    |

### Według dyscyplin
| Dyscyplina    | Złoto | Srebro | Brąz | Razem |
| ------------- | ----- | ------ | ---- | ----- |
| Lekkoatletyka | 2     | 1      | 4    | 7     |
| Boks          | 1     | 1      | 2    | 4     |
| Bowls         | 0     | 1      | 0    | 1     |
| Strzelectwo   | 0     | 0      | 3    | 3     |
| Razem         | 3     | 3      | 9    | 15    |